# Maximilian Benassi
Pour les articles homonymes, voir Benassi.
Maximilian Benassi (né le 29 janvier 1986 à Cologne, en Allemagne), est un kayakiste italien spécialiste de la course en ligne.

## Biographie
Lors des Championnats du monde 2010 à Poznań, Maximilian Benassi remporte la médaille de bronze en kayak monoplace (K-1) 5 000 m. Il en fait de même aux Mondiaux de 2011.  Aux Jeux olympiques d'été de 2012 à Londres, il est éliminé dès les séries.

## Palmarès

### Championnats du monde de course en ligne (canoë-kayak)
- 2010 à Poznań,  Pologne
  -  Médaille de bronze en K1 5 000 m
- 2011 à Szeged,  Hongrie
  -  Médaille de bronze en K1 5 000 m

### Championnats du monde de descente (canoë-kayak)
- 2006 à Karlovy Vary,  République tchèque
  -  Médaille d'argent en K1 par équipes Course classique
- 2008 à Valsesia,  Italie
  -  Médaille d'or en K1 Course classique

### Jeux méditerranéens
- 2009 à Pescara,  Italie
  -  Médaille d'or en K1 - 1 000 m
  -  Médaille d'or en K2 - 1 000 m

### Jeux méditerranéens de plage
- 2015 à Pescara,  Italie
  -  Médaille d'or en SS-1 - 10 km